# Parasteatoda wau
Parasteatoda wau là một loài nhện trong họ Theridiidae.
Loài này thuộc chi Parasteatoda. Parasteatoda wau được miêu tả năm 1982 bởi Levi, Lubin & Robinson.